# Maximiliano Pereira
Victorio Maximiliano Pereira Páez, spesso abbreviato in Maxi Pereira (Montevideo, 8 giugno 1984), è un ex calciatore uruguaiano, difensore o centrocampista. È soprannominato El Mono.

## Carriera

### Club
Può giocare indifferentemente come terzino destro o come centrocampista. Ha giocato dal 2002 al 2007 con il Defensor Sporting di Montevideo, società di calcio uruguaiana in cui si è fatto conoscere anche a livello europeo. Nel 2007 viene acquistato dai portoghesi del Benfica. A Lisbona diventa uno dei terzini più apprezzati d'Europa. In otto anni al Benfica vince tre campionati portoghesi, una coppa di Portogallo, una supercoppa di Portogallo e cinque Coppe di Lega.
Il 15 luglio 2015 firma un contratto quadriennale con il Porto. Lascia il Portogallo nel 2019 alla scadenza del contratto con il Porto. Dopo oltre due anni dall'ultima partita, nel 2021 firma un contratto annuale con il Peñarol, col quale in 20 presenze mette a segno soltanto una rete. Nel 2022 firma un contratto con il River Plate e a fine stagione annuncia il ritiro dal calcio.

### Nazionale
Il 6 luglio 2010 ha realizzato il suo primo gol in nazionale uruguaiana, nella semifinale del campionato del mondo 2010 persa 2-3 contro i Paesi Bassi. Vince con sorpresa e con grandi prestazioni la Coppa America del 2011, vinta in finale contro il Paraguay.
Il 14 giugno 2014 è stato espulso durante la partita contro la Costa Rica per un brutto fallo ai danni di Joel Campbell. Successivamente viene convocato anche per la Copa América 2015 e per la Copa América Centenario negli Stati Uniti.
Il 28 marzo 2015 Pereira ha guadagnato la sua 100ª presenza in una sconfitta amichevole per 1-0 contro il Marocco ad Agadir, diventando il secondo uruguaiano dopo Diego Forlán a raggiungere questo traguardo. Ha giocato ogni minuto della campagna alla Copa América di quell'anno, capitanando la squadra nella loro ultima partita del girone contro il Paraguay al posto dello squalificato Diego Godín.
Il 9 giugno 2016 Pereira ha superato Forlán come giocatore più presente dell'Uruguay guadagnando la sua 113ª presenza nella partita finale del girone alla Copa América Centenario negli Stati Uniti; la sconfitta per 1-0 contro il Venezuela ha eliminato l'Uruguay. Il trentaquattrenne è stato anche selezionato per il 2018 FIFA World Cup, ma non ha lasciato la panchina. Si è ritirato nel novembre di quell'anno con 125 presenze al suo attivo.

## Statistiche

### Presenze e reti nei club
Statistiche aggiornate al 14 aprile 2021.
| Stagione                 | Squadra                  | Campionato               | Campionato | Campionato | Coppe nazionali | Coppe nazionali | Coppe nazionali | Coppe continentali | Coppe continentali | Coppe continentali | Altre coppe | Altre coppe | Altre coppe | Totale | Totale |
| Stagione                 | Squadra                  | Comp                     | Pres       | Reti       | Comp            | Pres            | Reti            | Comp               | Pres               | Reti               | Comp        | Pres        | Reti        | Pres   | Reti   |
| ------------------------ | ------------------------ | ------------------------ | ---------- | ---------- | --------------- | --------------- | --------------- | ------------------ | ------------------ | ------------------ | ----------- | ----------- | ----------- | ------ | ------ |
| 2002                     | Defensor Sporting        | PD                       | 5          | 0          | -               | -               | -               | -                  | -                  | -                  | -           | -           | -           | 5      | 0      |
| 2003                     | Defensor Sporting        | PD                       | 19         | 0          | -               | -               | -               | -                  | -                  | -                  | -           | -           | -           | 19     | 0      |
| 2004                     | Defensor Sporting        | PD                       | 34         | 6          | -               | -               | -               | -                  | -                  | -                  | -           | -           | -           | 34     | 6      |
| 2005                     | Defensor Sporting        | PD                       | 9          | 4          | -               | -               | -               |                    | -                  | -                  | -           | -           | -           | 9      | 4      |
| 2005-2006                | Defensor Sporting        | PD                       | 29+4       | 12+0       | -               | -               | -               | CS+CL              | 4+2                | 1+0                | -           | -           | -           | 39     | 13     |
| 2006-2007                | Defensor Sporting        | PD                       | 23+3       | 3+0        | -               | -               | -               | CL                 | 9                  | 1                  | -           | -           | -           | 35     | 4      |
| ago. 2007                | Defensor Sporting        | PD                       | 1          | 0          | -               | -               | -               | CS                 | 2                  | 0                  | -           | -           | -           | 3      | 0      |
| Totale Defensor Sporting | Totale Defensor Sporting | Totale Defensor Sporting | 120+7      | 25+0       |                 | -               | -               |                    | 17                 | 2                  |             | -           | -           | 144    | 27     |
| ago. 2007-2008           | Benfica                  | PL                       | 23         | 2          | CP+CdL          | 4+1             | 0               | UCL+CU             | 6+2                | 1+0                | -           | -           | -           | 36     | 3      |
| 2008-2009                | Benfica                  | PL                       | 28         | 1          | CP+CdL          | 2+5             | 1+0             | CU                 | 6                  | 0                  | -           | -           | -           | 41     | 2      |
| 2009-2010                | Benfica                  | PL                       | 25         | 2          | CP+CdL          | 0+4             | 0               | UEL                | 8                  | 2                  | -           | -           | -           | 37     | 4      |
| 2010-2011                | Benfica                  | PL                       | 26         | 0          | CP+CdL          | 5+4             | 0               | UCL+UEL            | 6+8                | 0+1                | SP          | 0           | 0           | 49     | 1      |
| 2011-2012                | Benfica                  | PL                       | 25         | 0          | CP+CdL          | 1+4             | 0+1             | UCL                | 13                 | 2                  | -           | -           | -           | 43     | 3      |
| 2012-2013                | Benfica                  | PL                       | 28         | 3          | CP+CdL          | 4+1             | 0               | UCL+UEL            | 5+4                | 0                  | -           | -           | -           | 42     | 3      |
| 2013-2014                | Benfica                  | PL                       | 25         | 0          | CP+CdL          | 5+2             | 0               | UCL+UEL            | 4+7                | 0                  | -           | -           | -           | 43     | 0      |
| 2014-2015                | Benfica                  | PL                       | 32         | 5          | CP+CdL          | 1+3             | 0               | UCL                | 5                  | 0                  | SP          | 1           | 0           | 42     | 5      |
| Totale Benfica           | Totale Benfica           | Totale Benfica           | 212        | 13         |                 | 46              | 2               |                    | 74                 | 6                  |             | 1           | 0           | 333    | 21     |
| 2015-2016                | Porto                    | PL                       | 32         | 1          | CP+CdL          | 3+0             | 0               | UCL+UEL            | 6+1                | 0                  | -           | -           | -           | 42     | 1      |
| 2016-2017                | Porto                    | PL                       | 24         | 2          | CP+CdL          | 2+2             | 0               | UCL                | 7                  | 0                  | -           | -           | -           | 35     | 2      |
| 2017-2018                | Porto                    | PL                       | 15         | 0          | CP+CdL          | 3+2             | 0               | UCL                | 3                  | 1                  | -           | -           | -           | 23     | 1      |
| 2018-2019                | Porto                    | PL                       | 18         | 0          | CP+CdL          | 2+1             | 0               | UCL                | 8                  | 0                  | SP          | 1           | 1           | 30     | 1      |
| Totale Porto             | Totale Porto             | Totale Porto             | 89         | 3          |                 | 15              | 0               |                    | 25                 | 1                  |             | 1           | 1           | 130    | 5      |
| 2020                     | Peñarol                  | PD                       | 3          | 0          | -               | -               | -               | -                  | -                  | -                  | -           | -           | -           | 3      | 0      |
| 2021                     | Peñarol                  | PD                       | 17         | 1          | -               | -               | -               | CL                 | 5                  | 0                  | -           | -           | -           | 22     | 1      |
| Totale Peñarol           | Totale Peñarol           | Totale Peñarol           | 20         | 1          |                 | -               | -               |                    | 5                  | 0                  |             | -           | -           | 25     | 1      |
| 2022                     | River Plate (M)          | PD                       | 34         | 0          | -               | -               | -               | CS                 | 8                  | 0                  | -           | -           | -           | 42     | 0      |
| 2023                     | River Plate (M)          | PD                       | 3          | 0          | -               | -               | -               | CS                 | 1                  | 0                  | -           | -           | -           | 4      | 0      |
| Totale River Plate (M)   | Totale River Plate (M)   | Totale River Plate (M)   | 37         | 0          |                 | -               | -               |                    | 9                  | 0                  |             | -           | -           | 46     | 0      |
| Totale carriera          | Totale carriera          | Totale carriera          | 485        | 42         |                 | 61              | 2               |                    | 130                | 9                  |             | 2           | 1           | 678    | 54     |

### Cronologia presenze e reti in nazionale
| Cronologia completa delle presenze e delle reti in nazionale ― Uruguay | Cronologia completa delle presenze e delle reti in nazionale ― Uruguay | Cronologia completa delle presenze e delle reti in nazionale ― Uruguay | Cronologia completa delle presenze e delle reti in nazionale ― Uruguay | Cronologia completa delle presenze e delle reti in nazionale ― Uruguay | Cronologia completa delle presenze e delle reti in nazionale ― Uruguay | Cronologia completa delle presenze e delle reti in nazionale ― Uruguay | Cronologia completa delle presenze e delle reti in nazionale ― Uruguay |
| Data                                                                   | Città                                                                  | In casa                                                                | Risultato                                                              | Ospiti                                                                 | Competizione                                                           | Reti                                                                   | Note                                                                   |
| ---------------------------------------------------------------------- | ---------------------------------------------------------------------- | ---------------------------------------------------------------------- | ---------------------------------------------------------------------- | ---------------------------------------------------------------------- | ---------------------------------------------------------------------- | ---------------------------------------------------------------------- | ---------------------------------------------------------------------- |
| 26-10-2005                                                             | Guadalajara                                                            | Messico                                                                | 3 – 1                                                                  | Uruguay                                                                | Amichevole                                                             | -                                                                      | 70’                                                                    |
| 1-3-2006                                                               | Liverpool                                                              | Inghilterra                                                            | 2 – 1                                                                  | Uruguay                                                                | Amichevole                                                             | -                                                                      | 77’                                                                    |
| 27-5-2006                                                              | Belgrado                                                               | Serbia e Montenegro                                                    | 1 – 1                                                                  | Uruguay                                                                | Amichevole                                                             | -                                                                      |                                                                        |
| 2-6-2006                                                               | Radès                                                                  | Tunisia                                                                | 0 – 0                                                                  | Uruguay                                                                | Amichevole                                                             | -                                                                      |                                                                        |
| 16-8-2006                                                              | Alessandria d'Egitto                                                   | Egitto                                                                 | 0 – 2                                                                  | Uruguay                                                                | Amichevole                                                             | -                                                                      |                                                                        |
| 27-9-2006                                                              | Maracaibo                                                              | Venezuela                                                              | 1 – 0                                                                  | Uruguay                                                                | Amichevole                                                             | -                                                                      |                                                                        |
| 18-10-2006                                                             | Montevideo                                                             | Uruguay                                                                | 4 – 0                                                                  | Venezuela                                                              | Amichevole                                                             | -                                                                      | 76’                                                                    |
| 15-11-2006                                                             | Tbilisi                                                                | Georgia                                                                | 2 – 0                                                                  | Uruguay                                                                | Amichevole                                                             | -                                                                      | 64’                                                                    |
| 30-6-2007                                                              | San Cristóbal                                                          | Uruguay                                                                | 1 – 0                                                                  | Bolivia                                                                | Coppa America 2007 - 1º turno                                          | -                                                                      |                                                                        |
| 3-7-2007                                                               | Mérida                                                                 | Venezuela                                                              | 0 – 0                                                                  | Uruguay                                                                | Coppa America 2007 - 1º turno                                          | -                                                                      | 7’                                                                     |
| 7-7-2007                                                               | San Cristóbal                                                          | Uruguay                                                                | 4 – 1                                                                  | Venezuela                                                              | Coppa America 2007 - Quarti di finale                                  | -                                                                      |                                                                        |
| 10-7-2007                                                              | Maracaibo                                                              | Brasile                                                                | 2 – 2 (5 – 4 dtr)                                                      | Uruguay                                                                | Coppa America 2007 - Semifinale                                        | -                                                                      |                                                                        |
| 14-7-2007                                                              | Caracas                                                                | Uruguay                                                                | 1 – 3                                                                  | Messico                                                                | Coppa America 2007 - Finale 3º posto                                   | -                                                                      |                                                                        |
| 12-9-2007                                                              | Johannesburg                                                           | Sudafrica                                                              | 0 – 0                                                                  | Uruguay                                                                | Amichevole                                                             | -                                                                      | 77’                                                                    |
| 13-10-2007                                                             | Montevideo                                                             | Uruguay                                                                | 5 – 0                                                                  | Bolivia                                                                | Qual. Mondiali 2010                                                    | -                                                                      | 84’                                                                    |
| 17-10-2007                                                             | Asunción                                                               | Paraguay                                                               | 1 – 0                                                                  | Uruguay                                                                | Qual. Mondiali 2010                                                    | -                                                                      |                                                                        |
| 18-11-2007                                                             | Montevideo                                                             | Uruguay                                                                | 2 – 2                                                                  | Cile                                                                   | Qual. Mondiali 2010                                                    | -                                                                      | 61’                                                                    |
| 22-11-2007                                                             | San Paolo                                                              | Brasile                                                                | 2 – 1                                                                  | Uruguay                                                                | Qual. Mondiali 2010                                                    | -                                                                      |                                                                        |
| 6-2-2008                                                               | Montevideo                                                             | Uruguay                                                                | 2 – 2                                                                  | Colombia                                                               | Amichevole                                                             | -                                                                      |                                                                        |
| 25-5-2008                                                              | Bochum                                                                 | Turchia                                                                | 2 – 3                                                                  | Uruguay                                                                | Amichevole                                                             | -                                                                      | 69’                                                                    |
| 28-5-2008                                                              | Oslo                                                                   | Norvegia                                                               | 2 – 2                                                                  | Uruguay                                                                | Amichevole                                                             | -                                                                      | 56’                                                                    |
| 14-6-2008                                                              | Montevideo                                                             | Uruguay                                                                | 1 – 1                                                                  | Venezuela                                                              | Qual. Mondiali 2010                                                    | -                                                                      | 76’                                                                    |
| 20-8-2008                                                              | Sapporo                                                                | Giappone                                                               | 1 – 3                                                                  | Uruguay                                                                | Amichevole                                                             | -                                                                      | 60’                                                                    |
| 6-9-2008                                                               | Bogotà                                                                 | Colombia                                                               | 0 – 1                                                                  | Uruguay                                                                | Qual. Mondiali 2010                                                    | -                                                                      |                                                                        |
| 10-9-2008                                                              | Montevideo                                                             | Uruguay                                                                | 0 – 0                                                                  | Ecuador                                                                | Qual. Mondiali 2010                                                    | -                                                                      | 46’                                                                    |
| 11-10-2008                                                             | Buenos Aires                                                           | Argentina                                                              | 2 – 1                                                                  | Uruguay                                                                | Qual. Mondiali 2010                                                    | -                                                                      |                                                                        |
| 14-10-2008                                                             | La Paz                                                                 | Bolivia                                                                | 2 – 2                                                                  | Uruguay                                                                | Qual. Mondiali 2010                                                    | -                                                                      | 55’                                                                    |
| 19-11-2008                                                             | Saint-Denis                                                            | Francia                                                                | 0 – 0                                                                  | Uruguay                                                                | Amichevole                                                             | -                                                                      |                                                                        |
| 11-2-2009                                                              | Tripoli                                                                | Libia                                                                  | 2 – 3                                                                  | Uruguay                                                                | Amichevole                                                             | -                                                                      | 46’                                                                    |
| 28-3-2009                                                              | Montevideo                                                             | Uruguay                                                                | 2 – 0                                                                  | Paraguay                                                               | Qual. Mondiali 2010                                                    | -                                                                      |                                                                        |
| 1-4-2009                                                               | Santiago del Cile                                                      | Cile                                                                   | 0 – 0                                                                  | Uruguay                                                                | Qual. Mondiali 2010                                                    | -                                                                      |                                                                        |
| 6-6-2009                                                               | Montevideo                                                             | Uruguay                                                                | 0 – 4                                                                  | Brasile                                                                | Qual. Mondiali 2010                                                    | -                                                                      | 64’                                                                    |
| 10-10-2009                                                             | Quito                                                                  | Ecuador                                                                | 1 – 2                                                                  | Uruguay                                                                | Qual. Mondiali 2010                                                    | -                                                                      |                                                                        |
| 14-10-2009                                                             | Montevideo                                                             | Uruguay                                                                | 0 – 1                                                                  | Argentina                                                              | Qual. Mondiali 2010                                                    | -                                                                      | 79’                                                                    |
| 18-11-2009                                                             | Montevideo                                                             | Uruguay                                                                | 1 – 1                                                                  | Costa Rica                                                             | Qual. Mondiali 2010                                                    | -                                                                      |                                                                        |
| 3-3-2010                                                               | San Gallo                                                              | Svizzera                                                               | 1 – 3                                                                  | Uruguay                                                                | Amichevole                                                             | -                                                                      |                                                                        |
| 26-5-2010                                                              | Montevideo                                                             | Uruguay                                                                | 4 – 1                                                                  | Israele                                                                | Amichevole                                                             | -                                                                      |                                                                        |
| 11-6-2010                                                              | Città del Capo                                                         | Francia                                                                | 0 – 0                                                                  | Uruguay                                                                | Mondiali 2010 - 1º turno                                               | -                                                                      |                                                                        |
| 16-6-2010                                                              | Pretoria                                                               | Sudafrica                                                              | 0 – 3                                                                  | Uruguay                                                                | Mondiali 2010 - 1º turno                                               | -                                                                      |                                                                        |
| 22-6-2010                                                              | Rustenburg                                                             | Uruguay                                                                | 1 – 0                                                                  | Messico                                                                | Mondiali 2010 - 1º turno                                               | -                                                                      |                                                                        |
| 26-6-2010                                                              | Port Elizabeth                                                         | Corea del Sud                                                          | 1 – 2                                                                  | Uruguay                                                                | Mondiali 2010 - Ottavi di finale                                       | -                                                                      |                                                                        |
| 2-7-2010                                                               | Johannesburg                                                           | Uruguay                                                                | 1 – 1 dts (4 – 2 dtr)                                                  | Ghana                                                                  | Mondiali 2010 - Quarti di finale                                       | -                                                                      |                                                                        |
| 6-7-2010                                                               | Città del Capo                                                         | Uruguay                                                                | 2 – 3                                                                  | Paesi Bassi                                                            | Mondiali 2010 - Semifinale                                             | 1                                                                      | 21’                                                                    |
| 10-7-2010                                                              | Port Elizabeth                                                         | Germania                                                               | 3 – 2                                                                  | Uruguay                                                                | Mondiali 2010 - Finale 3º posto                                        | -                                                                      |                                                                        |
| 11-8-2010                                                              | Lisbona                                                                | Angola                                                                 | 0 – 2                                                                  | Uruguay                                                                | Amichevole                                                             | -                                                                      | Ammonizione                                                            |
| 8-10-2010                                                              | Giacarta                                                               | Indonesia                                                              | 1 – 7                                                                  | Uruguay                                                                | Amichevole                                                             | -                                                                      |                                                                        |
| 12-10-2010                                                             | Wuhan                                                                  | Cina                                                                   | 0 – 4                                                                  | Uruguay                                                                | Amichevole                                                             | -                                                                      |                                                                        |
| 17-11-2010                                                             | Santiago del Cile                                                      | Cile                                                                   | 2 – 0                                                                  | Uruguay                                                                | Amichevole                                                             | -                                                                      | 78’                                                                    |
| 25-3-2011                                                              | Tallinn                                                                | Estonia                                                                | 2 – 0                                                                  | Uruguay                                                                | Amichevole                                                             | -                                                                      |                                                                        |
| 29-3-2011                                                              | Dublino                                                                | Irlanda                                                                | 2 – 3                                                                  | Uruguay                                                                | Amichevole                                                             | -                                                                      |                                                                        |
| 29-5-2011                                                              | Sinsheim                                                               | Germania                                                               | 2 – 1                                                                  | Uruguay                                                                | Amichevole                                                             | -                                                                      | 55’                                                                    |
| 8-6-2011                                                               | Montevideo                                                             | Uruguay                                                                | 1 – 1 (4 – 3 dtr)                                                      | Paesi Bassi                                                            | Amichevole                                                             | -                                                                      | 76’                                                                    |
| 23-6-2011                                                              | Rivera                                                                 | Uruguay                                                                | 3 – 0                                                                  | Albania                                                                | Amichevole                                                             | -                                                                      |                                                                        |
| 4-7-2011                                                               | San Juan                                                               | Uruguay                                                                | 1 – 1                                                                  | Perù                                                                   | Coppa America 2011 - 1º turno                                          | -                                                                      |                                                                        |
| 8-7-2011                                                               | Mendoza                                                                | Uruguay                                                                | 1 – 1                                                                  | Cile                                                                   | Coppa America 2011 - 1º turno                                          | -                                                                      | 78’                                                                    |
| 12-7-2011                                                              | La Plata                                                               | Messico                                                                | 0 – 1                                                                  | Uruguay                                                                | Coppa America 2011 - 1º turno                                          | -                                                                      |                                                                        |
| 16-7-2011                                                              | Santa Fe                                                               | Argentina                                                              | 1 – 1 dts (3 – 4 dtr)                                                  | Uruguay                                                                | Coppa America 2011 - Quarti di finale                                  | -                                                                      |                                                                        |
| 19-7-2011                                                              | La Plata                                                               | Uruguay                                                                | 2 – 0                                                                  | Perù                                                                   | Coppa America 2011 - Semifinale                                        | -                                                                      |                                                                        |
| 24-7-2011                                                              | Buenos Aires                                                           | Uruguay                                                                | 3 – 0                                                                  | Paraguay                                                               | Coppa America 2011 - Finale                                            | -                                                                      | 30’                                                                    |
| 2-9-2011                                                               | Charkiv                                                                | Ucraina                                                                | 2 – 3                                                                  | Uruguay                                                                | Amichevole                                                             | -                                                                      |                                                                        |
| 7-10-2011                                                              | Montevideo                                                             | Uruguay                                                                | 4 – 2                                                                  | Bolivia                                                                | Qual. Mondiali 2014                                                    | -                                                                      | 79’                                                                    |
| 11-10-2011                                                             | Asunción                                                               | Paraguay                                                               | 1 – 1                                                                  | Uruguay                                                                | Qual. Mondiali 2014                                                    | -                                                                      | 32’                                                                    |
| 15-11-2011                                                             | Roma                                                                   | Italia                                                                 | 0 – 1                                                                  | Uruguay                                                                | Amichevole                                                             | -                                                                      | 90+4’                                                                  |
| 29-2-2012                                                              | Bucarest                                                               | Romania                                                                | 1 – 1                                                                  | Uruguay                                                                | Amichevole                                                             | -                                                                      | 46’                                                                    |
| 25-5-2012                                                              | Mosca                                                                  | Russia                                                                 | 1 – 1                                                                  | Uruguay                                                                | Amichevole                                                             | -                                                                      |                                                                        |
| 2-6-2012                                                               | Montevideo                                                             | Uruguay                                                                | 1 – 1                                                                  | Venezuela                                                              | Qual. Mondiali 2014                                                    | -                                                                      |                                                                        |
| 10-6-2012                                                              | Montevideo                                                             | Uruguay                                                                | 4 – 2                                                                  | Perù                                                                   | Qual. Mondiali 2014                                                    | 1                                                                      |                                                                        |
| 15-8-2012                                                              | Bordeaux                                                               | Francia                                                                | 0 – 0                                                                  | Uruguay                                                                | Amichevole                                                             | -                                                                      |                                                                        |
| 7-9-2012                                                               | Barranquilla                                                           | Venezuela                                                              | 4 – 0                                                                  | Colombia                                                               | Qual. Mondiali 2014                                                    | -                                                                      | 55’                                                                    |
| 11-9-2012                                                              | Montevideo                                                             | Uruguay                                                                | 1 – 1                                                                  | Ecuador                                                                | Qual. Mondiali 2014                                                    | -                                                                      |                                                                        |
| 12-10-2012                                                             | Mendoza                                                                | Argentina                                                              | 3 – 0                                                                  | Uruguay                                                                | Qual. Mondiali 2014                                                    | -                                                                      | 89’                                                                    |
| 16-10-2012                                                             | La Paz                                                                 | Bolivia                                                                | 4 – 1                                                                  | Uruguay                                                                | Qual. Mondiali 2014                                                    | -                                                                      | 25’ 35’                                                                |
| 6-2-2013                                                               | Doha                                                                   | Spagna                                                                 | 3 – 1                                                                  | Uruguay                                                                | Amichevole                                                             | -                                                                      |                                                                        |
| 22-3-2013                                                              | Montevideo                                                             | Uruguay                                                                | 1 – 1                                                                  | Paraguay                                                               | Qual. Mondiali 2014                                                    | -                                                                      | 61’ 67’                                                                |
| 5-6-2013                                                               | Montevideo                                                             | Uruguay                                                                | 1 – 0                                                                  | Francia                                                                | Amichevole                                                             | -                                                                      | 33’                                                                    |
| 11-6-2013                                                              | Puerto Ordaz                                                           | Venezuela                                                              | 1 – 0                                                                  | Uruguay                                                                | Qual. Mondiali 2014                                                    | -                                                                      |                                                                        |
| 16-6-2013                                                              | Recife                                                                 | Uruguay                                                                | 1 – 2                                                                  | Spagna                                                                 | Conf. Cup 2013 - 1º turno                                              | -                                                                      |                                                                        |
| 20-6-2013                                                              | Salvador                                                               | Uruguay                                                                | 2 – 1                                                                  | Nigeria                                                                | Conf. Cup 2013 - 1º turno                                              | -                                                                      |                                                                        |
| 26-6-2013                                                              | Belo Horizonte                                                         | Brasile                                                                | 2 – 1                                                                  | Uruguay                                                                | Conf. Cup 2013 - 1º turno                                              | -                                                                      |                                                                        |
| 30-6-2013                                                              | Salvador                                                               | Italia                                                                 | 2 – 2 dts (3 – 2 dtr)                                                  | Uruguay                                                                | Conf. Cup 2013 - Finale 3º posto                                       | -                                                                      | 8’ 81’                                                                 |
| 14-8-2013                                                              | Rifu                                                                   | Giappone                                                               | 2 – 4                                                                  | Uruguay                                                                | Amichevole                                                             | -                                                                      | 50’                                                                    |
| 6-9-2013                                                               | Lima                                                                   | Perù                                                                   | 1 – 2                                                                  | Uruguay                                                                | Qual. Mondiali 2014                                                    | -                                                                      |                                                                        |
| 10-9-2013                                                              | Montevideo                                                             | Uruguay                                                                | 2 – 0                                                                  | Colombia                                                               | Qual. Mondiali 2014                                                    | -                                                                      | 27’                                                                    |
| 11-10-2013                                                             | Quito                                                                  | Ecuador                                                                | 1 – 0                                                                  | Uruguay                                                                | Qual. Mondiali 2014                                                    | -                                                                      | 65’                                                                    |
| 15-10-2013                                                             | Montevideo                                                             | Uruguay                                                                | 3 – 2                                                                  | Argentina                                                              | Qual. Mondiali 2014                                                    | -                                                                      |                                                                        |
| 13-11-2013                                                             | Amman                                                                  | Giordania                                                              | 0 – 5                                                                  | Uruguay                                                                | Qual. Mondiali 2014                                                    | 1                                                                      |                                                                        |
| 20-11-2013                                                             | Montevideo                                                             | Uruguay                                                                | 0 – 0                                                                  | Giordania                                                              | Qual. Mondiali 2014                                                    | -                                                                      |                                                                        |
| 5-3-2014                                                               | Klagenfurt am Wörthersee                                               | Austria                                                                | 1 – 1                                                                  | Uruguay                                                                | Amichevole                                                             | -                                                                      | 64’                                                                    |
| 30-5-2014                                                              | Montevideo                                                             | Uruguay                                                                | 1 – 0                                                                  | Irlanda del Nord                                                       | Amichevole                                                             | -                                                                      | 64’                                                                    |
| 4-6-2014                                                               | Montevideo                                                             | Uruguay                                                                | 2 – 0                                                                  | Slovenia                                                               | Amichevole                                                             | -                                                                      | 46’                                                                    |
| 14-6-2014                                                              | Fortaleza                                                              | Uruguay                                                                | 1 – 3                                                                  | Costa Rica                                                             | Mondiali 2014 - 1º turno                                               | -                                                                      | 90+4’                                                                  |
| 24-6-2014                                                              | Natal                                                                  | Italia                                                                 | 0 – 1                                                                  | Uruguay                                                                | Mondiali 2014 - 1º turno                                               | -                                                                      | 46’                                                                    |
| 28-6-2014                                                              | Rio de Janeiro                                                         | Colombia                                                               | 2 – 0                                                                  | Uruguay                                                                | Mondiali 2014 - Ottavi di finale                                       | -                                                                      |                                                                        |
| 5-9-2014                                                               | Dakar                                                                  | Senegal                                                                | 1 – 1                                                                  | Uruguay                                                                | Amichevole                                                             | -                                                                      | 76’                                                                    |
| 8-9-2014                                                               | Goyang                                                                 | Corea del Sud                                                          | 0 – 1                                                                  | Uruguay                                                                | Amichevole                                                             | -                                                                      | 90+4’                                                                  |
| 10-10-2014                                                             | Gedda                                                                  | Arabia Saudita                                                         | 1 – 1                                                                  | Uruguay                                                                | Amichevole                                                             | -                                                                      | cap. 90+1’                                                             |
| 13-10-2014                                                             | al-Buraymi                                                             | Oman                                                                   | 0 – 3                                                                  | Uruguay                                                                | Amichevole                                                             | -                                                                      | 70’                                                                    |
| 13-11-2014                                                             | Montevideo                                                             | Uruguay                                                                | 3 – 3                                                                  | Algeria                                                                | Amichevole                                                             | -                                                                      |                                                                        |
| 18-11-2014                                                             | Santiago del Cile                                                      | Cile                                                                   | 1 – 2                                                                  | Uruguay                                                                | Amichevole                                                             | -                                                                      | 63’                                                                    |
| 28-3-2015                                                              | Agadir                                                                 | Marocco                                                                | 0 – 1                                                                  | Uruguay                                                                | Amichevole                                                             | -                                                                      | 6’                                                                     |
| 6-6-2015                                                               | Montevideo                                                             | Uruguay                                                                | 5 – 1                                                                  | Guatemala                                                              | Amichevole                                                             | -                                                                      | 32’ 58’                                                                |
| 13-6-2015                                                              | Antofagasta                                                            | Uruguay                                                                | 1 – 0                                                                  | Giamaica                                                               | Coppa America 2015 - 1º turno                                          | -                                                                      |                                                                        |
| 16-6-2015                                                              | La Serena                                                              | Argentina                                                              | 1 – 0                                                                  | Uruguay                                                                | Coppa America 2015 - 1º turno                                          | -                                                                      |                                                                        |
| 20-6-2015                                                              | La Serena                                                              | Paraguay                                                               | 1 – 1                                                                  | Uruguay                                                                | Coppa America 2015 - 1º turno                                          | -                                                                      | cap.                                                                   |
| 24-6-2015                                                              | Santiago del Cile                                                      | Cile                                                                   | 1 – 0                                                                  | Uruguay                                                                | Coppa America 2015 - Quarti di finale                                  | -                                                                      | 67’                                                                    |
| 4-9-2015                                                               | Panama                                                                 | Panama                                                                 | 0 – 1                                                                  | Uruguay                                                                | Amichevole                                                             | -                                                                      | 83’                                                                    |
| 13-10-2015                                                             | Montevideo                                                             | Uruguay                                                                | 3 – 0                                                                  | Colombia                                                               | Qual. Mondiali 2018                                                    | -                                                                      |                                                                        |
| 12-11-2015                                                             | Quito                                                                  | Ecuador                                                                | 2 – 1                                                                  | Uruguay                                                                | Qual. Mondiali 2018                                                    | -                                                                      | 34’                                                                    |
| 17-11-2015                                                             | Montevideo                                                             | Uruguay                                                                | 3 – 0                                                                  | Cile                                                                   | Qual. Mondiali 2018                                                    | -                                                                      | 51’                                                                    |
| 29-3-2016                                                              | Montevideo                                                             | Uruguay                                                                | 1 – 0                                                                  | Perù                                                                   | Qual. Mondiali 2018                                                    | -                                                                      | cap.                                                                   |
| 27-5-2016                                                              | Montevideo                                                             | Uruguay                                                                | 2 – 1                                                                  | Trinidad e Tobago                                                      | Amichevole                                                             | -                                                                      | cap. 70’                                                               |
| 5-6-2016                                                               | Glendale                                                               | Messico                                                                | 3 – 1                                                                  | Uruguay                                                                | Coppa America 2016 - 1º turno                                          | -                                                                      | 68’                                                                    |
| 9-6-2016                                                               | Filadelfia                                                             | Venezuela                                                              | 1 – 0                                                                  | Uruguay                                                                | Coppa America 2016 - 1º turno                                          | -                                                                      |                                                                        |
| 13-6-2016                                                              | Santa Clara                                                            | Uruguay                                                                | 3 – 0                                                                  | Giamaica                                                               | Coppa America 2016 - 1º turno                                          | -                                                                      |                                                                        |
| 10-11-2016                                                             | Montevideo                                                             | Uruguay                                                                | 2 – 1                                                                  | Ecuador                                                                | Qual. Mondiali 2018                                                    | -                                                                      |                                                                        |
| 15-11-2016                                                             | Santiago del Cile                                                      | Cile                                                                   | 3 – 1                                                                  | Uruguay                                                                | Qual. Mondiali 2018                                                    | -                                                                      |                                                                        |
| 23-3-2017                                                              | Montevideo                                                             | Uruguay                                                                | 1 – 4                                                                  | Brasile                                                                | Qual. Mondiali 2018                                                    | -                                                                      | 35’                                                                    |
| 28-3-2017                                                              | Lima                                                                   | Perù                                                                   | 2 – 1                                                                  | Uruguay                                                                | Qual. Mondiali 2018                                                    | -                                                                      |                                                                        |
| 4-6-2017                                                               | Dublino                                                                | Irlanda                                                                | 3 – 1                                                                  | Uruguay                                                                | Amichevole                                                             | -                                                                      | cap. 62’                                                               |
| 7-6-2017                                                               | Nizza                                                                  | Italia                                                                 | 3 – 0                                                                  | Uruguay                                                                | Amichevole                                                             | -                                                                      | cap. 82’                                                               |
| 5-9-2017                                                               | Asunción                                                               | Paraguay                                                               | 1 – 2                                                                  | Uruguay                                                                | Qual. Mondiali 2018                                                    | -                                                                      |                                                                        |
| 5-10-2017                                                              | San Cristóbal                                                          | Venezuela                                                              | 0 – 0                                                                  | Uruguay                                                                | Qual. Mondiali 2018                                                    | -                                                                      |                                                                        |
| 10-10-2017                                                             | Montevideo                                                             | Uruguay                                                                | 4 – 2                                                                  | Bolivia                                                                | Qual. Mondiali 2018                                                    | -                                                                      | 77’                                                                    |
| 14-11-2017                                                             | Vienna                                                                 | Austria                                                                | 2 – 1                                                                  | Uruguay                                                                | Amichevole                                                             | -                                                                      |                                                                        |
| 8-6-2018                                                               | Montevideo                                                             | Uruguay                                                                | 3 – 0                                                                  | Uzbekistan                                                             | Amichevole                                                             | -                                                                      | 59’                                                                    |
| Totale                                                                 |                                                                        | Presenze (2º posto)                                                    | 125                                                                    |                                                                        | Reti                                                                   | 3                                                                      |                                                                        |

## Palmarès

### Club
- Campionato portoghese: 4

Benfica: 2009-2010, 2013-2014, 2014-2015
Porto: 2017-2018
- Coppa di Lega portoghese: 5

Benfica: 2008-2009, 2009-2010, 2010-2011, 2013-2014, 2014-2015
- Coppa del Portogallo: 1

Benfica: 2013-2014
- Supercoppa di Portogallo: 2

Benfica: 2014
Porto: 2018

### Nazionale
- Coppa America: 1

2011

### Individuale
- Miglior giocatore della Supercoppa di Portogallo: 1

2018